# Brave (navigator web)
Brave este un navigator web gratuit și cu sursă deschisă dezvoltat de Brave Software, Inc. bazat pe navigatorul web Chromium. Brave este un navigator axat pe confidențialitate, care blochează automat majoritatea anunțurilor și a urmăritorilor de site-uri web în setările sale implicite. Utilizatorii pot activa reclame opționale care îi recompensează pentru atenția lor sub formă de jetoane Basic Attention Tokens (BAT), care pot fi folosite ca criptomonedă sau pentru a face donații către site-uri web și creatori de conținut înregistrați.
Sediul Brave Software este în San Francisco, California.
Din martie 2024, Brave a raportat peste 73,32 milioane de utilizatori activi lunar, 26,26 milioane de utilizatori activi zilnic și o rețea de peste 1,6 milioane de creatori de conținut.

## Istoric
La 28 mai 2015, CEO-ul Brendan Eich și CTO-ul Brian Bondy au fondat Brave Software. La 20 ianuarie 2016, Brave Software a lansat prima versiune a Brave cu capacități de blocare a anunțurilor și a anunțat planuri pentru o platformă publicitară care utilizează „direcționarea anonimă pe partea navigatorului”. În aceeași săptămână, a fost dezvăluit faptul că Brave Software a achiziționat navigatorul web Android Link Bubble (dezvoltat de Chris Lacy, care a dezvoltat și popularul launcher Action Launcher) și l-a renumit Brave.
În iunie 2018, Brave a lansat o versiune de testare pay-to-surf a navigatorului. Această versiune a Brave a venit preîncărcată cu aproximativ 250 de reclame și a trimis un jurnal detaliat al activității de navigare a utilizatorului către Brave în scopul testării pe termen scurt a acestei funcționalități. Brave a anunțat că vor urma teste extinse. Mai târziu în aceeași lună, Brave a adăugat suport pentru Tor în modul de navigare privată al navigatorului său pentru desktop.
Până în decembrie 2018, Brave a funcționat pe un fork al Electron numit Muon, pe care l-au comercializat ca fiind un „fork mai sigur”. Cu toate acestea, dezvoltatorii Brave au trecut la Chromium, invocând necesitatea de a-și ușura sarcina de întreținere. Brave Software a lansat versiunea finală bazată pe Muon cu intenția ca utilizatorii să actualizeze la o versiune mai nouă pe măsură ce se apropie sfârșitul ciclului său de viață.
În decembrie 2018, Brave a încheiat un parteneriat cu HTC pentru a face Brave Browser navigatorul implicit pe HTC Exodus 1.
În iunie 2019, Brave a început să testeze un nou algoritm de potrivire a regulilor de blocare a reclamelor implementat în Rust, înlocuindu-l pe cel anterior C++. Algoritmii uBlock Origin și Ghostery au inspirat noua logică, despre care Brave susține că este în medie de 69 de ori mai rapidă decât algoritmul anterior.
Brave a lansat versiunea sa stabilă, versiunea 1.0, pe 13 noiembrie 2019, în timp ce avea 8,7 milioane de utilizatori activi lunar în ansamblu. În acel moment, avea aproximativ 3 milioane de utilizatori activi zilnic. Brave 1.0, care rulează pe Android, iOS, Windows 10, macOS sau Linux, a integrat „aproape toate caracteristicile de marcă ale Brave pe toate platformele”, potrivit Engadget. În noiembrie 2019, Brave a lansat Brave Ads pe o versiune pentru calculatoare personale, în parteneriat cu AirSwap, ConsenSys, eToro, Home Chef și Vice.
În noiembrie 2020, Brave a raportat că are 20 de milioane de utilizatori lunari, iar în septembrie 2021, a depășit 36 de milioane de utilizatori activi lunar.
În martie 2021, Brave și-a construit motorul de căutare pornind de la Tailcat, pe care l-a achiziționat la începutul aceluiași an de la Cliqz, o filială a Hubert Burda Media cu sediul în Germania. Tailcat a fost conceput pentru a furniza rezultate de căutare fără a înregistra activitatea utilizatorilor sau a crea profiluri.
În aprilie 2021, Brave a devenit primul browser adăugat la Epic Games Store.
În iunie 2021, a fost lansată versiunea beta publică pentru Brave Search, motorul de căutare al Brave Software. Acesta a ieșit din faza sa beta în iunie 2022, împreună cu un anunț că, în perioada de testare beta de un an, Brave Search a depășit 2,5 miliarde de căutări totale.

## Model de afaceri

### Brave Rewards
Modelul de afaceri al navigatorului Brave se bazează pe partea sa din veniturile din publicitate. Spre deosebire de alte navigatoare care afișează doar site-uri web, Brave obține venituri din reclame prin luarea unei părți de 15% din reclamele editorilor și a unei părți de 30% din reclamele utilizatorilor. Reclamele pentru utilizatori sunt pop-up-uri de tip notificare, în timp ce reclamele pentru editori sunt vizualizate pe/sau în asociere cu conținutul editorului. Brave se așteaptă să genereze venituri din vânzarea de Basic Attention Tokens (BAT) către agenții de publicitate, permițând utilizatorilor să le câștige în timp ce vizualizează anunțuri și conținut.
Unii critici au considerat modelul controversat. În ianuarie 2016, ca reacție la anunțul inițial al Brave Software, Sebastian Anthony de la Ars Technica a descris Brave drept un „cash-grab” și un „double dip”. Anthony a concluzionat: „Brave este o idee interesantă, dar, în general, este destul de prost văzut să-ți lipești propriile reclame în fața celor ale altcuiva.” TechCrunch, Computerworld și Engadget au calificat planurile de înlocuire a reclamelor ale Brave drept „controversate” în 2016. În aprilie 2016, directorul general al Newspaper Association of America, David Chavern, a declarat că înlocuirea publicității propusă de Brave „ar trebui să fie considerată ilegală și înșelătoare de către instanțe, consumatori și cei care apreciază crearea de conținut”.
Din aprilie 2019, utilizatorii navigatorului Brave pot opta pentru funcția Brave Rewards. Utilizatorii pot câștiga BAT prin vizualizarea de reclame care sunt afișate ca notificări de către sistemul de operare al computerului sau dispozitivului lor sau ca o fereastră pop-up nativă. Campaniile publicitare sunt potrivite cu utilizatorii prin inferență din istoricul lor de navigare; această direcționare se realizează local, fără transmiterea de date de identificare personală în afara navigatorului.

### Colectarea de donații în numele creatorilor de conținut
Utilizatorii pot alege să trimită microplăți către site-uri web și creatori de conținut din cadrul ecosistemului. Proprietarii și creatorii de site-uri trebuie mai întâi să se înregistreze la Brave ca editor. Utilizatorii pot activa autocontribuția, care împarte automat o contribuție lunară specificată proporțional cu timpul petrecut, sau pot trimite manual o sumă aleasă (denumită bacșiș) în timp ce vizitează site-ul sau creatorul. În plus sau alternativ, utilizatorii își pot retrage BAT într-un portofel Uphold sau Gemini verificat.
Prima versiune a funcției de microplăți a fost lansată în 2016 sub numele „Brave Payments” și folosea Bitcoin. Reclamele erau afișate într-o filă separată a navigatorului.
În decembrie 2018, creatorul britanic de conținut YouTube Tom Scott a declarat că nu a primit nicio donație colectată în numele său de Brave. La două zile după plângere, Brave a emis o actualizare pentru a „indica în mod clar care editori și creatori nu s-au alăturat încă sistemului Brave Rewards, astfel încât utilizatorii să poată controla mai bine modul în care donează și dau bacșișuri”, iar în ianuarie 2020 o altă actualizare pentru a schimba comportamentul bacșișurilor nerevendicate. Acestea sunt acum păstrate în navigator și transferate dacă creatorul se înscrie în termen de 90 de zile; în caz contrar, acestea sunt returnate utilizatorului.

### Introducerea codurilor de recomandare
La 6 iunie 2020, un utilizator Twitter a subliniat că Brave a introdus coduri de recomandare afiliate atunci când utilizatorii au navigat către Binance. Cercetările ulterioare au arătat că Brave a adăugat, de asemenea, coduri de recomandare la adresele URL ale altor site-uri de schimb de criptomonede. Ca răspuns la reacția din partea utilizatorilor, CEO-ul Brave și-a cerut scuze și a numit-o o „greșeală” și a spus că „corectăm”. El a remarcat că Brave caută venituri afiliate în timp ce încearcă să construiască o afacere viabilă, adăugând că „Aceasta include aducerea de noi utilizatori la Binance & alte burse prin widget-uri de tranzacționare opt-in/alte UX care păstrează confidențialitatea înainte de opt-in. Aceasta include oferte de venituri din căutare, așa cum fac toate navigatoarele web majore.”
Două zile mai târziu, Brave a lansat o nouă versiune despre care au spus că a făcut ca auto-completarea link-urilor partenere să fie opțională, urmată de o postare pe blog care explică problema și își cere scuze.

### Finanțare și structură juridică
Brave păstrează pentru sine rezerve financiare sub formă de BAT-uri, cu 200 de milioane de BAT-uri (evaluate la 240 de milioane de dolari) păstrate pentru construirea sistemului său de publicitate digitală bazat pe blockchain și 300 de milioane de BAT-uri alocate ca seed-uri pentru portofelele utilizatorilor de navigator începând cu 2021.
Până în august 2016, compania a primit cel puțin 7 milioane USD în investiții de la firme de capital de risc, inclusiv Founders Fund lui Peter Thiel, Propel Venture Partners, Pantera Capital, Foundation Capital și Digital Currency Group.
Încorporată inițial în Delaware ca Hyperware Labs, Inc. în 2015, compania și-a schimbat ulterior numele în Brave Software, Inc. și s-a înregistrat în California, unde își are sediul central.

## Caracteristici

### Brave Leo
Brave Leo este un chatbot bazat pe un model lingvistic mare dezvoltat de Brave Software, care este inclus în navigatorul web Brave pentru desktop.

### Brave Firewall + VPN
Brave Firewall + VPN este un firewall  și VPN bazat pe navigator, pentru desktop, iOS și Android. Acesta utilizează backend-ul Guardian VPN.
În octombrie 2023, au apărut rapoarte conform cărora Brave Browser instala serviciul său VPN de 9,99 $ pe sisteme Windows fără consimțământul utilizatorului. Dezvoltatorul a anunțat ulterior că intenționează să revină asupra deciziei sale, promițând să nu instaleze VPN-ul decât dacă este activat sau achiziționat de utilizator.

### Brave Search
Brave Search este un motor de căutare dezvoltat de Brave și lansat în formă Beta în martie 2021, în urma achiziției Tailcat, un motor de căutare axat pe confidențialitate de la Cliqz. Din octombrie 2021, Brave Search este motorul de căutare implicit pentru utilizatorii navigatorului web Brave din Statele Unite ale Americii, Canada, Regatul Unit, Franța și Germania.

### Brave Wallet
Brave Wallet este un portofel criptografic nativ care nu necesită extensii. Acesta acceptă toate lanțurile compatibile cu EVM Polygon, xDai, Avalanche etc.) și lanțurile L2. În plus, Brave Wallet poate fi utilizat pentru a stoca jetoane nefungibile. Ediția desktop suportă, de asemenea, portofele hardware precum Ledger și Trezor, în timp ce suportul mobil este planificat.

### Brave Swap
Brave Swap este un agregator pentru DEX-uri de criptomonede bazate pe 0x. Acesta permite utilizatorilor să schimbe jetoane Ethereum pentru alte jetoane din browser. Brave face bani din acest lucru prin perceperea unei mici taxe de „router”. Brave intenționează să returneze utilizatorului 20% din această taxă sub formă de token-uri BAT.

### Confidențialitate
Un studiu de cercetare realizat în 2021 de Douglas J. Leith de la Universitatea din Dublin, care a analizat datele raportate de navigatoare către serverele lor back-end, a raportat că Brave a avut cel mai înalt nivel de confidențialitate dintre cele 5 navigatoare testate.
Pentru a preveni amprentarea browserului, Brave utilizează randomizarea amprentei digitale, care face ca navigatorul să arate diferit pentru site-urile web la repornirea navigatorului. În 2023, cercetătorii au demonstrat o ocolire a protecției anti-fingerprinting în Brave și au solicitat implementarea unor contramăsuri mai robuste.
La 15 octombrie 2021, Brave a anunțat o nouă caracteristică de confidențialitate denumită „debouncing”. Noua caracteristică este concepută pentru a dezarma urmărirea prin bounce, o metodă de urmărire pe internet prin domenii intermediare care se încarcă atunci când utilizatorii dau clic pe un link. Debouncing va recunoaște automat atunci când utilizatorii sunt pe cale să viziteze un domeniu de urmărire cunoscut și va renaviga utilizatorul la destinația dorită, sărind peste site-ul de urmărire cu totul.
Un test efectuat de un jurnalist independent care scrie pentru Digital Trends a constatat că Brave este singurul navigator web mainstream care a trecut testul Cover Your Tracks al Electronic Frontier Foundation.
În aprilie 2022, Brave a anunțat o caracteristică de-AMP care ocolește sistemul AMP al Google, direcționând utilizatorul direct către site-ul web original. Compania a citat acest lucru ca o caracteristică de confidențialitate, numind AMP „dăunător pentru utilizatori și pentru Web în general”. Atunci când această caracteristică este activată, paginile Yandex Turbo, care sunt similare paginilor AMP, sunt de asemenea ocolite.

### Brave Shields
Brave Shields este un motor inspirat de uBlock Origin și altele, care blochează reclamele și trackerii de la terți într-un mod similar cu alte blocatoare de reclame bazate pe extensii. Funcțiile de blocare a reclamelor sunt activate în mod implicit. Utilizatorilor li se oferă control pentru a ajusta setările de blocare a reclamelor, scripturi și cookie-uri în secțiunea Scuturi și confidențialitate a navigatorului. Pe lângă reclame și urmăritori pe bază de cookie-uri, scuturile Brave protejează, de asemenea, împotriva urmăririi amprentelor digitale folosind o tehnică pe care o numește „farbling”, permițând fiecărei sesiuni de browser să pară unică.

### Brave Talk
Brave Talk este un instrument de videoconferință bazat pe browser, bazat pe Jitsi. Acesta a fost integrat în Brave în septembrie 2021. Brave Talk are niveluri gratuite și plătite.

### Ferestre Tor
Brave oferă suport pentru Tor, .onion și Tor bridges în versiunea sa pentru desktop. Utilizatorii pot trece la navigarea bazată pe Tor făcând clic pe meniul hamburger din colțul din dreapta sus al navigatorului.
O problemă de confidențialitate a apărut prin intermediul unei dezvăluiri private pe platforma de recompensare a bug-urilor HackerOne a Brave la 12 ianuarie 2021. Dezvăluirea a raportat că Brave trimitea cereri DNS către ISP-ul utilizatorilor în loc să le direcționeze prin rețeaua Tor, permițând astfel ISP-urilor să aibă cunoștință de sesiunile de navigare ale unui utilizator.
Brave a rezolvat problema în canalul său Nightly la scurt timp după ce a fost raportată inițial. Odată ce bug-ul a primit atenția publicului la mijlocul lunii februarie de la utilizatorii Twitter care au verificat vulnerabilitatea, remedierea a fost curând ridicată la canalul Stable și a sosit în Brave 1.20.110.

### Alte caracteristici
- SugarCoat: Un instrument integrat în Brave începând cu al patrulea trimestru al anului 2021 care înlocuiește automat bibliotecile de urmărire cu un înlocuitor falsificat, care păstrează confidențialitatea, pentru a crește compatibilitatea site-ului cu scripturile de blocare a reclamelor.[92][93]
- InterPlanetary File System (IPFS): În ianuarie 2021, Brave a devenit unul dintre primele navigatoare web care oferă integrare nativă cu un protocol de rețea peer-to-peer.[94]
- Nume de domenii Blockchain: Din martie 2021, Brave acceptă domenii descentralizate, și anume cele furnizate de Unstoppable Domains (.crypto etc.) și Ethereum Name Services (ENS).[95]
- Cititor RSS și agregator de știri: În decembrie 2020, Brave a integrat în navigator un cititor de știri personalizat axat pe confidențialitatea utilizatorului.[96] Acesta a fost redenumit din Brave Today în Brave News în 2021.[97] Începând cu iunie 2021, fluxul de știri include și articole promovate pe baza platformei Brave ads.[98]
- Integrare Wayback Machine: În februarie 2020, Wayback Machine a fost integrat în navigator. La apariția unei erori HTTP 404, printre alte coduri de eroare, Wayback Machine este interogat automat pentru a afișa o versiune în cache a paginii.[99]
- Brave Playlist: O funcție iOS care permite utilizatorilor să creeze liste de redare a surselor media audio și video și să le redea offline.[100]

## Basic Attention Token
„Basic Attention Token” (BAT) este un jeton de criptomonedă bazat pe Ethereum, creat pentru a fi utilizat într-o platformă de schimb de anunțuri descentralizată, cu sursă deschisă și ca criptomonedă, bazat pe standardul ERC-20.
Într-o initial coin offering pe 31 mai 2017, Brave a vândut un miliard de BAT pentru un total de 156.250 Ethereum (35 de milioane de dolari) în mai puțin de 30 de secunde. O sumă suplimentară de 500 de milioane BAT a fost reținută de companie pentru a fi utilizată în promovarea adoptării platformei.
La începutul lunii decembrie 2017, compania a distribuit prima rundă de granturi „fondul de creștere a utilizatorilor”: un total de 300.000 BAT a fost distribuit noilor utilizatori pe principiul primul venit, primul servit.
Agenții de publicitate trebuie să achiziționeze BAT pentru a afișa anunțuri pe platforma Brave Rewards. Brave facilitează achizițiile de anunțuri în USD, dar va cumpăra apoi BAT în numele agentului de publicitate. Aceste anunțuri sunt apoi afișate utilizatorului, care primește BAT-ul cheltuit pentru anunț, minus o taxă de 30% care revine Brave. Utilizatorii pot apoi să dea bacșiș creatorilor folosind platforma „Brave Creators” (creatorii fiind gazde ale site-urilor web pe care utilizatorul le-a vizitat sau creatori literali pe platforme precum YouTube) sau să își retragă BAT-ul într-un portofel Gemini sau Uphold verificat.
În martie 2021, BAT a devenit disponibil pe Binance Smart Chain sub formă de BAT wrapped. Aceste jetoane sunt „wrapped” de Binance, iar BAT-ul original este păstrat în „Token Vaults” la Binance.

## Recepție
În februarie 2016, Andy Patrizio de la Network World a analizat o versiune de pre-lansare a Brave. Patrizio a criticat setul de caracteristici ale navigatorului web ca fiind „puternic primitiv”, dar a lăudat performanța acestuia: „Paginile se încarcă instantaneu. Nu pot face un benchmark al încărcării paginilor, deoarece acestea se întâmplă mai repede decât pot porni/opri cronometrul".
În aprilie 2017, TechWorld a lăudat „vitezele mari și controalele avansate de urmărire a reclamelor” ale Brave, dar a spus că „funcționalitatea extensiilor este încă deficitară”.
În noiembrie 2019, CNET a analizat versiunea 1.0 recent lansată a Brave. Ei au lăudat viteza, spunând: „Brave este hands-down cel mai rapid navigator web pe care l-am folosit în acest an pe orice sistem de operare, atât pentru mobil cât și pentru desktop. Utilizarea memoriei de către browser este cu mult sub majoritatea celorlalte, în timp ce încărcarea site-urilor web este mult mai rapidă." Ei au mai spus că utilizarea bateriei ar putea fi redusă prin utilizarea navigatorului web - ”Cu o presiune mai mică asupra resurselor vine și o presiune mai mică asupra vieții bateriei dispozitivului dvs.” Cu toate acestea, aceștia și-au exprimat îngrijorarea cu privire la faptul că baza de utilizatori este încă mult sub cea a Chrome și, prin urmare, este posibil ca navigatorul să nu fie încă în măsură să își dezvolte pe deplin sistemul de anunțuri, afirmând — „Navigatorul va avea nevoie de mai mulți utilizatori, cu toate acestea, pentru a-și dezvolta cu adevărat noul sistem de anunțuri: în timp ce 8 milioane de persoane reprezintă un început bun, acesta va trebui totuși să concureze cu cei peste un miliard de utilizatori ai Google Chrome.”
În martie 2021, The New York Times a analizat navigatoarele de internet și a recomandat Brave ca fiind cel mai bun navigator de confidențialitate. Scriitorul Brian X. Chen a concluzionat: „Site-urile mele preferate s-au încărcat fără probleme și m-am bucurat de aspectul curat al site-urilor fără reclame, împreună cu flexibilitatea de a opta pentru a vedea reclame ori de câte ori am chef.”
ZDNET a analizat pe scurt Brave în iulie 2021, oferind un feedback mixt. Scriitorul Adrian Kingsley-Hughes a considerat că Brave este o opțiune mai bună decât Google Chrome în ceea ce privește confidențialitatea, dar a considerat că reclamele implicite care promovează tranzacționarea criptomonedelor sunt în contradicție cu prioritățile presupuse ale Brave, declarând „(...) este adevărat că afișează reclame și există linkuri către mai multe servicii de criptomonede. Sunt reclame „sigure” și le puteți dezactiva, dar nu era ceea ce unii oameni se așteptau să vadă într-un navigator care a fost promovat ca punând confidențialitatea în centrul său.”
Brave a primit presă negativă pentru deturnarea veniturilor din publicitate de la site-uri web către sine, colectarea de donații nesolicitate pentru creatorii de conținut fără consimțământul acestora, sugerarea de link-uri afiliate în bara de adrese și instalarea unui serviciu VPN plătit fără consimțământul utilizatorului.